# Joost Winnink
Joost Winnink (ur. 30 czerwca 1971 w Peize) – holenderski tenisista.

## Kariera tenisowa
W swojej karierze wygrał siedem turniejów deblowych rangi ATP Challenger Tour, raz był finalistą turnieju rangi ATP World Tour.
W grze pojedynczej raz wziął udział w turnieju Wielkiego Szlema – US Open 1995, podczas którego odpadł w 2. rundzie.
W rankingu singlistów najwyżej sklasyfikowany był 27 listopada 1995, gdy zajmował 152. miejsce, a w rankingu deblistów 10 kwietnia 1995, plasując się na 101. miejscu.

### Finały

#### Singel
ATP Challenger Tour
| Końcowy wynik | Nr | Data         | Turniej | Nawierzchnia | Przeciwnik   | Wynik finału  |
| ------------- | -- | ------------ | ------- | ------------ | ------------ | ------------- |
| Finalista     | 1  | 23 maja 1994 | Mumbaj  | Twarda       | Leander Paes | 7:6, 3:6, 1:6 |

#### Debel
ATP World Tour
| Końcowy wynik | Nr | Data            | Turniej      | Nawierzchnia | Partner       | Przeciwnicy                      | Wynik finału  |
| ------------- | -- | --------------- | ------------ | ------------ | ------------- | -------------------------------- | ------------- |
| Finalista     | 1  | 3 kwietnia 1995 | Johannesburg | Twarda       | Martin Sinner | Rodolphe Gilbert Guillaume Raoux | 4:6, 6:3, 3:6 |

ATP Challenger Tour
| Końcowy wynik | Nr | Data                 | Turniej             | Nawierzchnia | Partner            | Przeciwnicy                      | Wynik finału  |
| ------------- | -- | -------------------- | ------------------- | ------------ | ------------------ | -------------------------------- | ------------- |
| Finalista     | 1  | 12 października 1992 | Cherbourg-Octeville | Twarda       | Tomáš Anzari       | Kent Kinnear Christian Saceanu   | 1:6, 4:6      |
| Finalista     | 2  | 3 maja 1993          | Kuala Lumpur        | Twarda       | Marius Barnard     | Joshua Eagle Andrew Florent      | 4:6, 4:6      |
| Zwycięzca     | 1  | 24 maja 1993         | Bochum              | Ceglana      | Marten Renstrom    | Jon Ireland Andrew Kratzmann     | 6:3, 2:6, 7:5 |
| Zwycięzca     | 2  | 27 czerwca 1994      | Montauban           | Ceglana      | Martin Sinner      | Nicola Bruno Otavio Della        | 7:5, 6:3      |
| Zwycięzca     | 3  | 10 października 1994 | Reunion             | Ceglana      | Hendrik Jan Davids | Patrick Baur Michael Geserer     | 6:1, 6:2      |
| Finalista     | 3  | 12 grudnia 1994      | Prościejów          | Dywanowa     | Sjeng Schalken     | Jiří Novák Radomír Vašek         | 7:6, 3:6, 4:6 |
| Finalista     | 4  | 23 stycznia 1995     | Heilbronn           | Dywanowa     | Martin Sinner      | Sasa Hirszon Goran Ivanišević    | 4:6, 4:6      |
| Zwycięzca     | 4  | 6 lutego 1995        | Wolfsburg           | Dywanowa     | Martin Sinner      | Dirk Dier Lars Koslowski         | 7:5, 6:3      |
| Finalista     | 5  | 27 listopada 1995    | Rogaska             | Dywanowa     | Patrick Baur       | Mark Petchey Andrew Richardson   | 7:6, 4:6, 4:6 |
| Finalista     | 6  | 5 lutego 1996        | Wolfsburg           | Dywanowa     | Jim Pugh           | Dirk Dier Arne Thoms             | 4:6, 4:6      |
| Zwycięzca     | 5  | 12 lutego 1996       | Hambühren           | Dywanowa     | Jim Pugh           | Lorenzo Manta Lars Rehmann       | 7:5, 7:5      |
| Finalista     | 7  | 16 września 1996     | Bad Saarow          | Ceglana      | Paul Rosner        | Jens Knippschild Marcos Ondruska | 3:6, 3:6      |
| Zwycięzca     | 6  | 18 listopada 1996    | Mauritius           | Trawiasta    | Patrick Baur       | Sander Groen Andrei Pavel        | 0:1, RET      |
| Zwycięzca     | 7  | 10 lutego 1997       | Lubeka              | Dywanowa     | Mathias Huning     | Trey Phillips Chris Wilkinson    | 7:6, 7:6      |
| Finalista     | 8  | 3 czerwca 1997       | Fürth               | Ceglana      | Martin Sinner      | Brandon Coupe Paul Rosner        | 5:7, 3:6      |